# Igor' Sečin
Igor' Ivanovič Sečin (in russo Игорь Иванович Сечин?; Leningrado, 7 settembre 1960) è un politico, imprenditore ed ex agente segreto russo, amministratore delegato e presidente di Rosneft, la compagnia petrolifera statale russa. Considerato uno stretto alleato di Vladimir Putin, è spesso descritto come uno dei suoi consiglieri più conservatori. Il suo soprannome è Dart Fener.
Sechin è stato un confidente del leader russo Vladimir Putin fin dai primi anni '90. Era capo di gabinetto di Putin quando lui era vicesindaco di San Pietroburgo nel 1994. Quando Putin è diventato presidente nel 2000, Sechin è stato il suo vice capo di gabinetto, supervisionando i servizi di sicurezza e le questioni energetiche in Russia.  Putin ha nominato Sechin presidente di Rosneft, la compagnia petrolifera statale russa nel 2004. È stato vice primo ministro della Russia nel gabinetto di Vladimir Putin dal 2008 al 2012.

## Biografia
Igor' Sečin e sua sorella gemella, Irina, sono nati a Leningrado il 7 settembre 1960. Il padre e la madre lavoravano in un impianto metallurgico. I suoi genitori divorziarono quando i figli erano ancora al liceo.
Nel 1977, Igor' Sečin si diplomò alla scuola secondaria n. 133 con uno studio approfondito della lingua francese ed entrò nella Facoltà di Filologia dell'Università Statale di Leningrado intitolata ad A. A. Zhdanov. Ha studiato anche portoghese. Avrebbe dovuto laurearsi nel 1982, ma al quinto anno fu inviato come traduttore in Mozambico, ex colonia portoghese, dove dopo l'indipendenza c'era una guerra civile. Consiglieri militari e specialisti sovietici hanno partecipato alla creazione delle forze armate nazionali del Mozambico, che hanno sviluppato e organizzato il servizio delle truppe, l'addestramento al combattimento e la logistica. Le armi e l'equipaggiamento militare provenivano dall'URSS. Si ritiene che l'impiego fosse una copertura per il suo lavoro come agente segreto del KGB. Secondo l'agenzia privata Stratfor, Sečin è stato "il protagonista del traffico d'armi dall'Unione Sovietica all'America Latina e al Medio Oriente", e ha lavorato a fianco dell'agente GRU e trafficante d'armi Viktor Bout.
Tornato a Leningrado dall'Africa due anni dopo, Sečin  completò i suoi studi nel 1984, laureandosi in economia e specializzandosi in lingua portoghese e francese. 

## Carriera

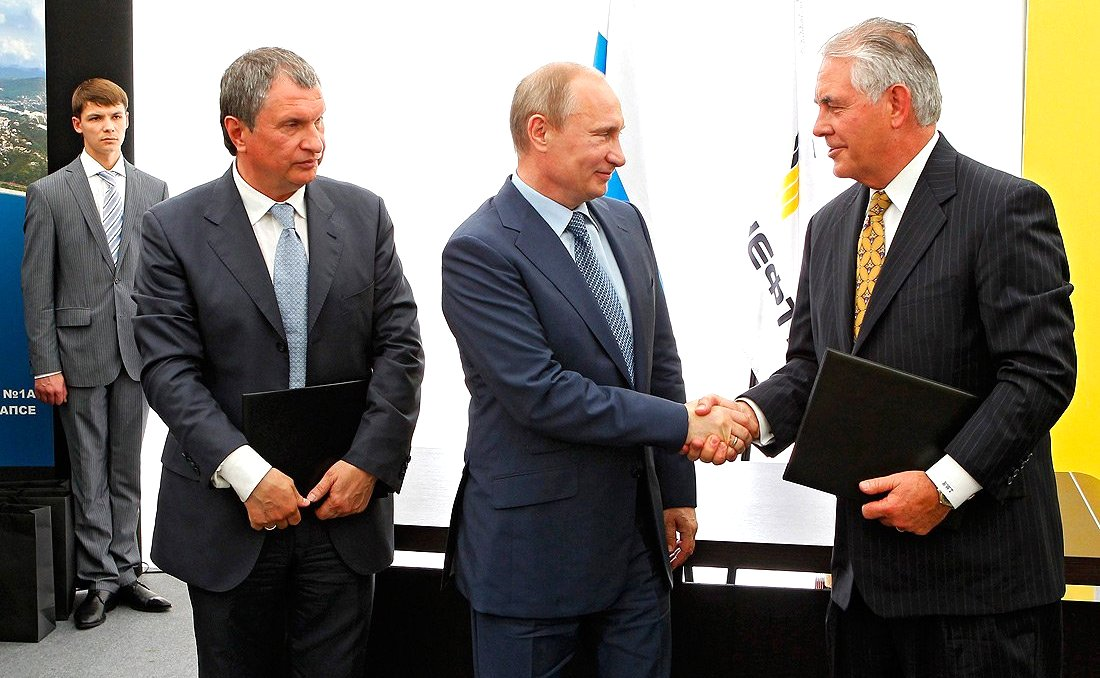
Sečin con il presidente russo Vladimir Putin e il CEO di ExxonMobil, Rex Tillerson, 15 giugno 2012

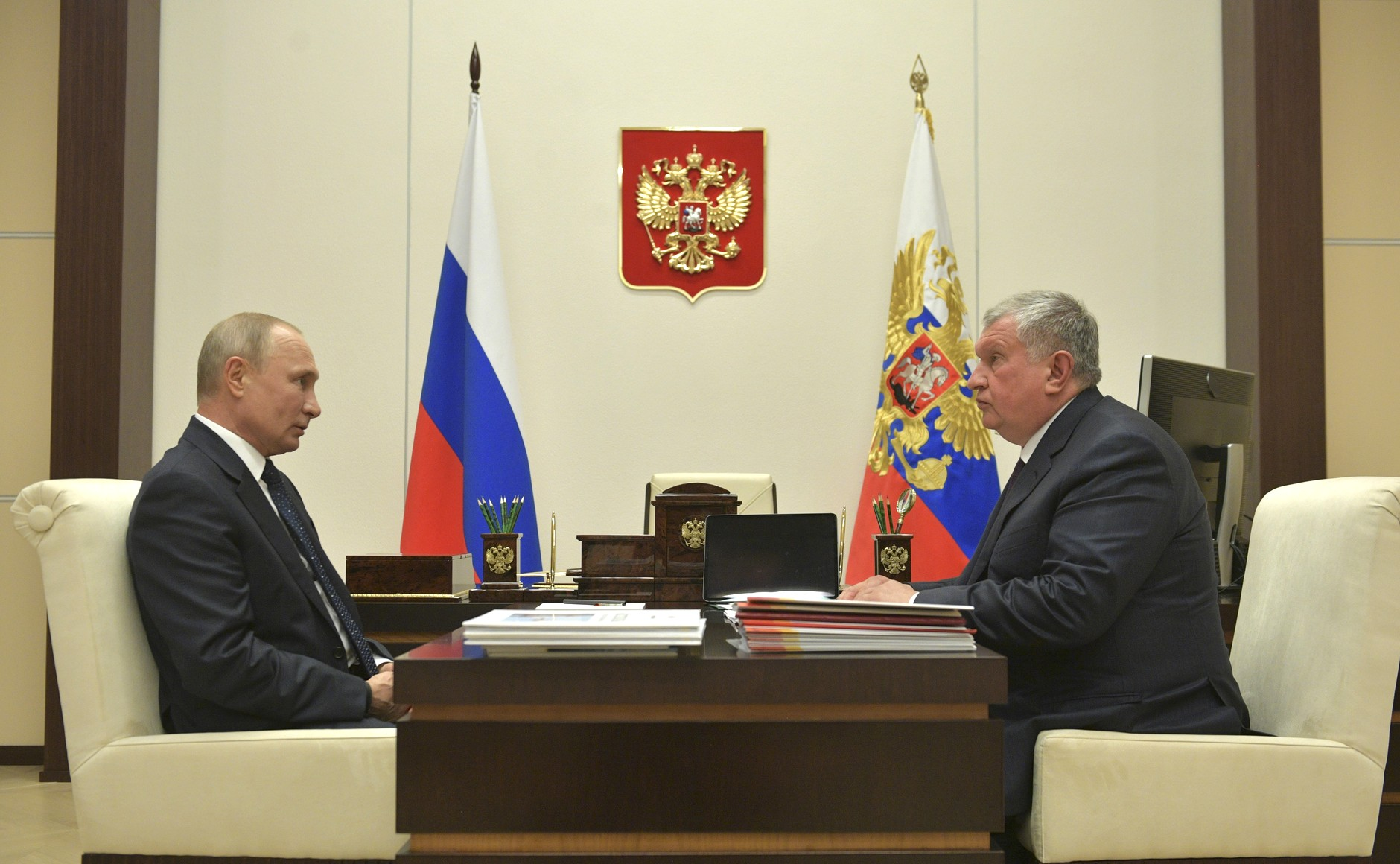
Sečin con il presidente russo Putin, 12 maggio 2020

Nel 1991 iniziò lavorare nel municipio di San Pietroburgo, dove divenne capo dello staff di Vladimir Putin. Seguì Putin anche nella sua successiva carriera politica, diventando nell'agosto 1999 capo della segreteria del Primo Ministro. Vice Primo Ministro del governo Putin, Sečin è anche leader della fazione politica Siloviki, composta da ex agenti del KGB. Dal 27 luglio 2004 è amministratore delegato della compagnia petrolifera Rosneft, che ha assorbito le proprietà della Jukos dopo l'arresto del proprietario Michail Chodorkovskij. Sečin è stato accusato da Chodorkovskij, politicamente anti-Putin, di aver organizzato il suo arresto per impossessarsi del suo patrimonio.
Sečin è stato determinante nell'arresto e nel processo dell'ex ministro dell'economia di Putin, Aleksej Uljukaev, accusato e riconosciuto colpevole di aver sollecitato una tangente da Sečin. Il verdetto è stato pronunciato dopo aver ascoltato la testimonianza di Sečin in un processo a porte chiuse, e questo è un altro indicatore, secondo il Financial Times, del potere esercitato da Sečin nella politica russa. 
Nel novembre 2018, Sečin  ha rilasciato una dichiarazione al primo Energy Business Forum russo-cinese a Pechino, sull'aumento dei livelli di cooperazione tra Rosneft e le società energetiche di proprietà cinese, citando "l'aumento del protezionismo e le minacce di guerre commerciali" come motivo della cooperazione. Sono stati firmati accordi di cooperazione tra Rosneft e il gruppo cinese Hengli e comprendono l'espansione nell'esplorazione, nella produzione e nella raffinazione. 

### Sanzioni
Il 20 marzo 2014 il governo degli Stati Uniti ha sanzionato Sečin in risposta al ruolo del governo russo nei disordini scoppiati allora in Ucraina tra dimostranti filoccidentali, appoggiati dagli statunitensi, e dimostranti filorussi. Le sanzioni includono un divieto di viaggio negli Stati Uniti, il congelamento di tutti i beni di Sečin negli Stati Uniti e il divieto di transazioni commerciali tra cittadini e società americane e Sečin e le imprese che possiede. Strettamente associata a Sečin, Rosneft è nell'elenco di identificazione delle sanzioni settoriali (SSI).

## Vita privata
Sechin è stato sposato due volte. Ha divorziato dalla prima moglie Marina Sečina (in russo: Мари́на Се́чина) nel 2011. Marina ha aumentato la sua ricchezza dopo il divorzio e ha realizzato The Paradise Papers e, a partire dal 2017, possiede una villa a Serebrjanyj Bor (russo: Серебряный Бор) nel distretto di Chorošëvo-Mnëvniki dell'Okrug amministrativo nord-occidentale di Mosca. Dopo 5 anni di matrimonio, ha divorziato dalla sua seconda moglie Ol'ga Rožkova (in russo: О́льга Рожко́ва; nata nel 1990) il 14 giugno 2017. Olga ha navigato sulla St. Princess Olga di 85,6 metri, costruita da Oceanco nel 2012 e consegnata nel 2013. Dopo il divorzio, lo yacht è stato ribattezzato Amore vero nel 2017. A partire dal 2017, è stata spesso trovata su di esso nei suoi luoghi preferiti: Sardegna e Corsica. 
Con Marina, ha una figlia, Inga (n. 1982), che si è laureata presso l'Università mineraria di San Pietroburgo e, dal 2018, lavora a (russo: Сургутнефтегазбанк). Inga sposò Dmitrij Ustinov (n. 1979), un agente dell'intelligence russa e laureato all'Accademia dell'FSB, e figlio dell'ex procuratore generale e attuale inviato plenipotenziario nel distretto federale meridionale Vladimir Ustinov, nel 2003. Inga e Dmitrij hanno avuto un figlio il 4 luglio 2005. Ha divorziato da lui e, in seguito, ha sposato Timerbulat Karimov (russo: Тимербулат Каримов) (n. 1974), ex banchiere d'investimento e vicepresidente senior di VTB Bank da ottobre 2011 a febbraio 2014. È membro del consiglio di amministrazione della Russian Copper Company (in russo: АО «Русская медная компания») che è la terza più grande in Russia e di proprietà di Igor' Altuškin. Dal settembre 2015, è l'unica proprietaria della società con sede a Mosca Chorošie Ljudi o Good People (russo: ООО «Хорошие люди»), che il 4 dicembre 2015 è diventata proprietaria al 40% del Novgorod Agropark (russo: ООО «Новгородский агропарк»), un allevamento di tacchini situato a Velikij Novgorod.
Dopo la retrocessione di Vladimir Ustinov nel 2006, Sečin avrebbe organizzato la nomina di Aleksandr Bastrykin, un altro suo alleato, come presidente del comitato investigativo dell'ufficio del procuratore generale nel 2007 al fine di mantenere la sua influenza.
Suo figlio avuto dal matrimonio con Marina, Ivan (nato nel 1989), si è laureato presso la Lomonosov business school dell'Università statale di Mosca e ha lavorato a stretto contatto con Igor', a partire dal 2018, come primo vicedirettore del Dipartimento di progetti offshore congiunti a Rosneft. Ivan, sanzionato dagli Stati Uniti nel febbraio 2022, è morto a 35 anni il 5 febbraio 2024 in "circostanze bizzarre". Si trovava nella sua villa nella regione di Mosca e si è svegliato nel cuore della notte lamentandosi con la moglie di dolori ai reni. Il suo servizio di sicurezza ha chiamato immediatamente un'ambulanza, ma hanno commesso un "errore" e non hanno fornito l'indirizzo corretto della villa. Di conseguenza, l'ambulanza ha impiegato due ore per arrivare, quando Ivan era già morto. La diagnosi ufficiale: coagulo di sangue. Suo padre ha chiesto un'indagine sui dettagli della sicurezza
Varvara è la figlia avuta dal suo matrimonio con Ol'ga.